# Aristida pradana
Aristida pradana là một loài thực vật có hoa trong họ Hòa thảo. Loài này được León mô tả khoa học đầu tiên năm 1926.